# Karin Metze
Karin Metze, född den 21 augusti 1956 i Meißen i Tyskland, är en östtysk roddare.
Hon tog OS-guld i åtta med styrman i samband med de olympiska roddtävlingarna 1980 i Moskva.